# Orestias pentlandii
Espèce
Synonymes
- Orestias bairdii Cope, 1876[2] [3]
- Orestias pentlandii fuscus Garman, 1895[2] [3]
- Orestias pentlandii Valenciennes, 1846[3]

Statut de conservation UICN

 VU B1ab(iii,v); D2 : Vulnérable
Orestias pentlandii est une espèce de poissons de la famille des Cyprinodontidés. Elle est endémique de la partie péruvienne du lac Titicaca